# Niedervieland
Niedervieland este o arie protejată (arie de protecție specială avifaunistică — SPA) din Germania întinsă pe o suprafață de 1.294,4 ha, integral pe uscat.

## Localizare
Centrul sitului Niedervieland este situat la coordonatele 53°05′30″N 8°41′30″E / 53.0917°N 8.6917°E.

## Înființare
Situl Niedervieland a fost declarat arie de protecție specială avifaunistică în februarie 1993 pentru a proteja 26 de specii de animale.

## Biodiversitate
Situată în ecoregiunea atlantică, aria protejată nu include niciun habitat protejat.
La baza desemnării sitului se află mai multe specii protejate de  păsări (26): lăcar-de-rogoz (Acrocephalus schoenobaenus), rață sulițar (Anas acuta), rață lingurar (Anas clypeata), rață mică (Anas crecca crecca), rață fluierătoare (Anas penelope), rață cârâitoare (Anas querquedula), Anas strepera strepera, ciuf de câmp (Asio flammeus), barză albă (Ciconia ciconia ciconia), erete de stuf (Circus aeruginosus), erete vânăt (Circus cyaneus), cristeiul de câmp (Crex crex), Cygnus columbianus bewickii, becațină comună (Gallinago gallinago), Limosa limosa limosa, Luscinia svecica cyanecula, ferestraș mic (Mergus albellus), Numenius arquata arquata, cormoran mare (Phalacrocorax carbo carbo), bătăuș (Philomachus pugnax), ploier auriu (Pluvialis apricaria), cresteț pestriț (Porzana porzana), călifar alb (Tadorna tadorna), fluierar de mlaștină (Tringa glareola), fluierarul cu picioare roșii (Tringa totanus), nagâț (Vanellus vanellus).